# Bernadette Soubirous

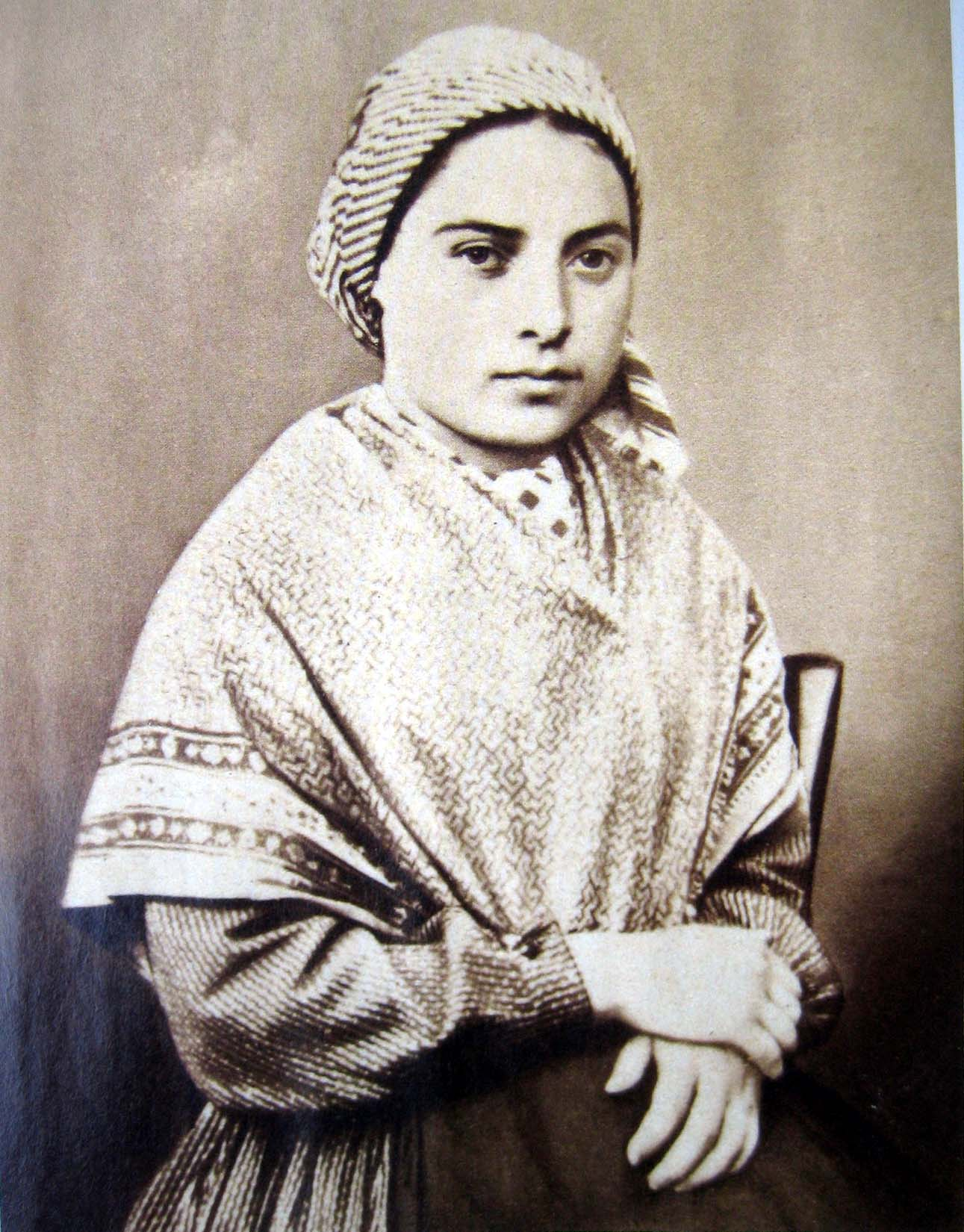
Bernadette Soubirous, 1858. Sie war die erste später heiliggesprochene Person, die fotografiert wurde.

Bernadette Soubirous, Taufname Marie Bernarde Soubirous oder okzitanisch Maria Bernada Sobeirons, in der Literatur zuweilen auch Maria Bernadette Soubirous (* 7. Januar 1844 in Lourdes; † 16. April 1879 in Nevers an der Loire), war eine französische Ordensschwester, die als 14-jähriges Mädchen angab, zwischen dem 11. Februar und dem 16. Juli 1858 insgesamt 18 Erscheinungen gehabt zu haben, die wenig später kirchlicherseits als Marienerscheinungen gedeutet wurden. Diese Deutung ist bis heute umstritten, zumal das Mädchen in den ersten Befragungen nicht behauptete, die Muttergottes gesehen zu haben. In der römisch-katholischen Kirche wird Bernadette Soubirous aber wegen dieser Deutung und wegen anschließender Wunderheilungen als Heilige verehrt. Der Geburtsort Bernadettes wurde binnen weniger Jahre zu einem der bedeutendsten Wallfahrtsorte Europas, den jährlich sechs Millionen Pilger aufsuchen. Bernadette Soubirous verließ Lourdes 1866, nachdem sie bereits 1864 Ordensschwester geworden war. 1925 wurde sie selig-, 1933 heiliggesprochen.

## Leben

### Kindheit und Jugend

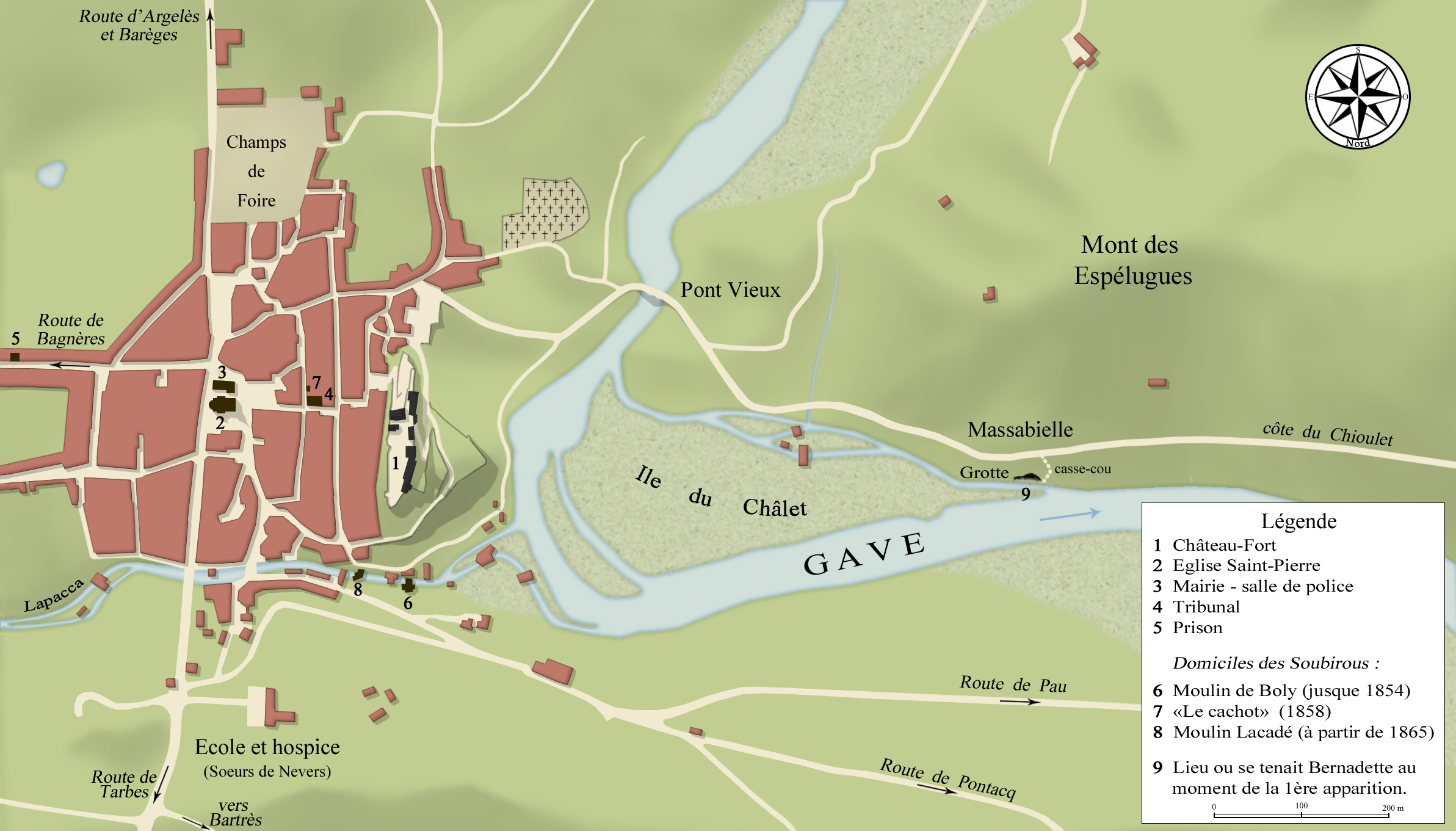
Übersichtsplan von Lourdes um 1858

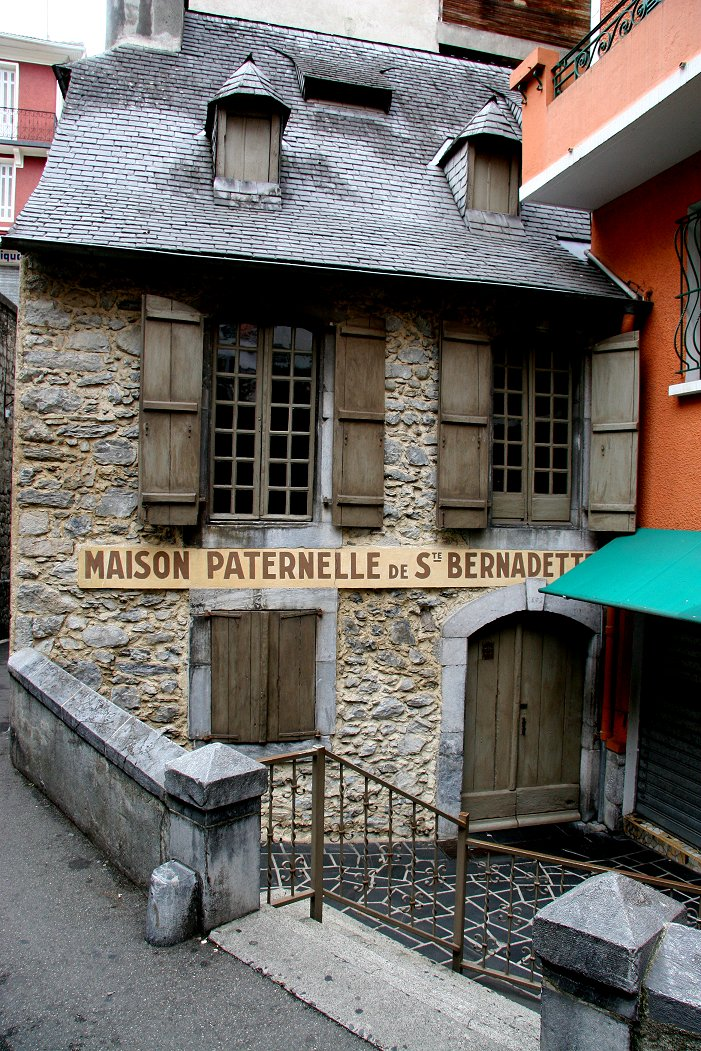
‚Vaterhaus der hl. Bernadette‘ heißt es in der Inschrift

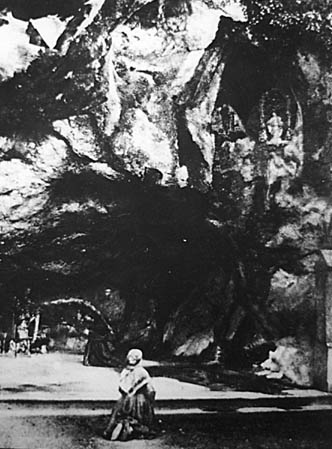
Bernadette Soubirous vor der Grotte von Lourdes auf einem Foto aus dem Jahr 1863

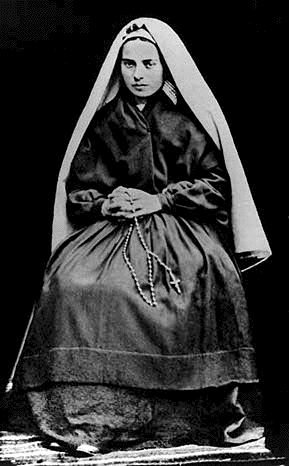
Bernadette Soubirous (1866)

Als älteste Tochter des Müllers François Soubirous (1807–1871) und seiner Frau Louise geb. Castérot (1825–1866) wuchs Bernadette Soubirous in Lourdes, einem kleinen Städtchen mit etwa 4000 Einwohnern am nördlichen Fuße der Pyrenäen auf. Geboren wurde sie in einer der dortigen Getreidemühlen, der Boly-Mühle. Ihre Taufpaten waren Jean Védère und die ältere Schwester der Mutter Bernarde Castérot. Bernadette Soubirous war die älteste von insgesamt neun Geschwistern, von denen allerdings fünf sehr jung starben.
Die Eltern betrieben eine Wassermühle, doch mussten sie 1854 den Betrieb einstellen, denn sie waren industrieller Konkurrenz nicht mehr gewachsen. Zudem litt die Region unter wachsender Verarmung, und Epidemien grassierten. Die Bevölkerung war zwischen 1801 und 1846 um 40 % angewachsen. Der Vater musste sich bald als Tagelöhner verdingen, die Mutter arbeitete auf dem Feld, in einer Wäscherei und flickte Kleider. Beide Eltern waren alkoholkrank.
Der Historiker und Theologe Patrick Dondelinger bezeichnete Bernadettes Kindheit zusammenfassend als „entwicklungspsychologischen Leidensweg“: Als Soubirous zehn Monate alt war, verbrannte sich ihre Mutter ihre Brüste. Daher konnte sie ihre Tochter nicht mehr selbst stillen. In der Folge wurde der Säugling zu Marie Lagues nach Bartrès gegeben, deren eigenes Baby verstorben war. Für ihre Dienste als Amme erhielt Marie Lagues fünf Francs im Monat. Im Alter von zwei Jahren und drei Monaten kam das Kleinkind wieder zu seinen Eltern nach Lourdes zurück, vermutlich, weil seine Amme ein Kind erwartete. Bereits in früher Kindheit zog sich Bernadette Soubirous ein bis zu ihrem Tode anhaltendes Asthma bronchiale zu. Ihr wird auch eine allgemeine Dystrophie zugeschrieben. 1855 steckte sich Bernadette mit der Cholera an, was ihr Asthmaleiden weiter verstärkte. Mit 14 Jahren sah Bernadette Soubirous mehrere Jahre jünger aus, als es ihrem Alter entsprach, und sie war nur etwa 1,40 m groß.
Wie bei Kindern in ihren sozialen Verhältnissen verbreitet, beherrschte sie nicht die französische Hochsprache, sondern sprach das lokal übliche Bigourdan der Region Bigorre. Im Mai 1856 musste die Familie die Mühle, die in wirtschaftliche Schwierigkeiten geraten war, verlassen und in ein leerstehendes Haus umziehen, „Cachot“ (deutsch: „der Kerker“) genannt, das früher als Arrestlokal genutzt worden war. Dieses Haus hatte ihnen der Vetter André Sajous verschafft. Die Armut der Familie verschärfte sich derart, dass Bernadette bereits als Kind Hunger leiden musste. Der Vater wurde wegen der Anschuldigung, einem Bäcker zwei Sack Mehl gestohlen zu haben, für eine Woche in Untersuchungshaft genommen, dann aber freigelassen, weil man ihm den Diebstahl nicht nachweisen konnte.
Im Winter 1856 kam Soubirous zu ihrer Patentante Bernarde, für die sie in deren Schankwirtschaft arbeiten musste. Dort wurde sie ausgebeutet und mit Schlägen traktiert. Im September 1857 lebte Soubirous wieder bei ihrer Amme Marie Lagues, wo sie ebenfalls streng behandelt wurde. Zwei Wochen vor den Erscheinungen kehrte Bernadette Soubirous zu ihren Eltern nach Lourdes zurück.

### Erscheinungen
Am 11. Februar 1858 gegen 11 Uhr gingen Bernadette, ihre Schwester Antoinette und ihre Freundin Jeanne Abadie zur nahe gelegenen Grotte Massabielle (Occitan massa vièlha ‚alter Fels‘), um jenseits des Flusses Gave de Pau Holz zu sammeln. Dort soll Bernadette oberhalb der Grotte in einer kleinen Nische das erste Mal eine weißgekleidete Frau erschienen sein: „Eines Tages ging ich mit zwei Mädchen an den Gave-Fluß zum Holzsammeln. Da hörte ich ein Geräusch und schaute mich um nach der Wiese. Aber die Bäume bewegten sich nicht. Da schaute ich zu der Höhle hin. Dort sah ich eine Dame in weißen Gewändern. Sie trug ein weißes Kleid, das mit einer blauen Schärpe gegürtet war. Auf jedem Fuß hatte sie eine gelbe Rose von der gleichen Farbe wie ihr Rosenkranz. […] Zugleich begann ich den Rosenkranz zu beten, indessen auch die Dame die Perlen gleiten ließ, aber ohne die Lippen zu bewegen. Als ich mit dem Rosenkranz fertig war, verschwand die Erscheinung sofort.“ Spätere Befragungen, insgesamt sieben, führten zu einigen Ergänzungen, wie im Protokoll vom 20. November 1865, obwohl ihre Formulierungen sich Wort für Wort wiederholten. Am 20. November 1865 ergänzte sie, dass die Dame ihr ein Zeichen gab sich zu nähern, sie es aber nicht wagte: « Elle me fit signe du doigt d’approcher mais je fus saisie, je n’osai pas » („Sie bedeutete mir mit dem Finger näherzukommen, aber ich war ergriffen und wagte es nicht“). Erst im Mai 1866 ergänzte sie, dass es sich um die heilige Jungfrau handelte: « J’aperçois la Très Sainte-Vierge » („Ich erkannte die Allerheiligste Jungfrau“). Ihrer ersten Aussage entsprach dies genauso wenig wie die kurz vor ihrem Tod geäußerte Ansicht, Maria habe blaue Augen gehabt.
Bernadettes Aussage zufolge bat die Dame sie bei der dritten Erscheinung darum, vierzehn Tage nacheinander zur Grotte zu kommen, zu den Priestern zu gehen, damit man dort eine Kapelle errichte, und forderte Bernadette auf, aus einer Quelle zu trinken, die zu diesem Zeitpunkt noch nicht erkennbar war, jedoch zutage trat, nachdem das Mädchen etwas am Boden gescharrt hatte: „Vierzehn Tage ging ich hin, und jeden Tag erschien die Dame, außer an einem Montag und Freitag. Jedesmal trug sie mir auf, die Priester an den Bau der Kapelle zu mahnen. Jedesmal forderte sie mich auf, mich in der Quelle zu waschen.“
Bernadette berichtete dem Pfarrer von Saint Pierre in Lourdes, Dominique Peyramale, von „Aqueró“ („die da“). Er beauftragte sie, die Dame nach ihrem Namen zu fragen. Bei der 16. Erscheinung am 25. März 1858, dem Fest der Verkündigung des Herrn, schließlich soll sie auf die Frage, wer sie sei, mit den Worten „Que soy era Immaculada Councepciou“ („Ich bin die Unbefleckte Empfängnis“) geantwortet haben. Als Bernadette dem Pfarrer berichtete, was die Frau gesagt habe, war Peyramale verblüfft, denn in seinen Augen hatte sich damit die Mutter Jesu selbst zu erkennen gegeben. Papst Pius IX. hatte vier Jahre zuvor das Dogma von der unbefleckten Empfängnis Mariens verkündet. Dass Bernadette mit ihrer mangelnden Bildung und da sie noch nicht den Kommunionsunterricht besucht hatte, von diesem theologischen Begriff gehört haben konnte, erschien dem Pfarrer wenig wahrscheinlich. Dies erhöhte in seinen Augen die Glaubwürdigkeit von Bernadettes Visionsbericht, so dass er seine anfängliche Skepsis aufgab und die Echtheit der Erscheinungen verteidigte. Die Erscheinungen – elf im Februar, fünf im März, eine im April und eine im Juli – endeten am 16. Juli 1858.
Nach Patrick Dondelinger hat Bernadette Soubirous selbst ihre Erscheinung jedoch niemals als Gottesmutter bezeichnet. Auf die Frage des Jesuiten de Langlade zu diesem Aspekt sagte sie: „Ich sage nicht, ich hätte die Heilige Jungfrau gesehen, ich sah die Erscheinung.“ Bei der Einordnung und Interpretation des Geschehens rund um die Erscheinungen der damals 14-jährigen Bernadette Soubirous gelangte er zu der Auffassung, dass die Erscheinung als alter ego der Protagonistin zu verstehen sei: „Bernadette pflegte zu keinem Zeitpunkt ihre Vision als Muttergottes zu beschreiben, sondern immer nur als einsames Fräulein, das nur durch interpretatorische Induktionen zur Muttergottes werden kann.“ Soubirous selbst habe die Erscheinung mit dem Aussehen eines zehnjährigen Mädchens namens Pailhasson verglichen. Sie war sich der genauen Gestalt und Größe dieser Erscheinung nicht sicher, wie Dondelinger beschreibt: „Mal gibt die Seherin [Bernadette Soubirous] an, ihre Erscheinung sei kleiner gewesen als sie selbst, dann wiederum, sie sei etwas größer gewesen, dann wiederum, sie sei nicht größer als sie selbst.“ Auch die US-amerikanische Historikerin Ruth Harris betonte, dass nach Soubirous’ Beschreibungen die Erscheinung keinerlei mütterliche Züge aufwies. Harris widersprach damit zeitgenössischen Aussagen, die das Verhalten von Bernadette Soubirous während der Visionserfahrung als Widerspiegelung einer Mutter-Kind-Beziehung gedeutet hatten – mit der Erscheinung als angebliche Mutterfigur. Obwohl Bernadette Soubirous die Erscheinung in ihren ersten Beschreibungen als „jeune fille“ (Mädchen) oder „demoiselle“ (unverheiratete Frau) bezeichnete, seien diese Benennungen nicht in den Zeitschriftenartikeln aufgetaucht; stattdessen wurde dort die Bezeichnung „dame“ (Dame) verwendet. „Wohlmeinende Interpreten“, so Harris, hätten kontinuierlich das Alter der weiblichen Erscheinung nach oben gesetzt.

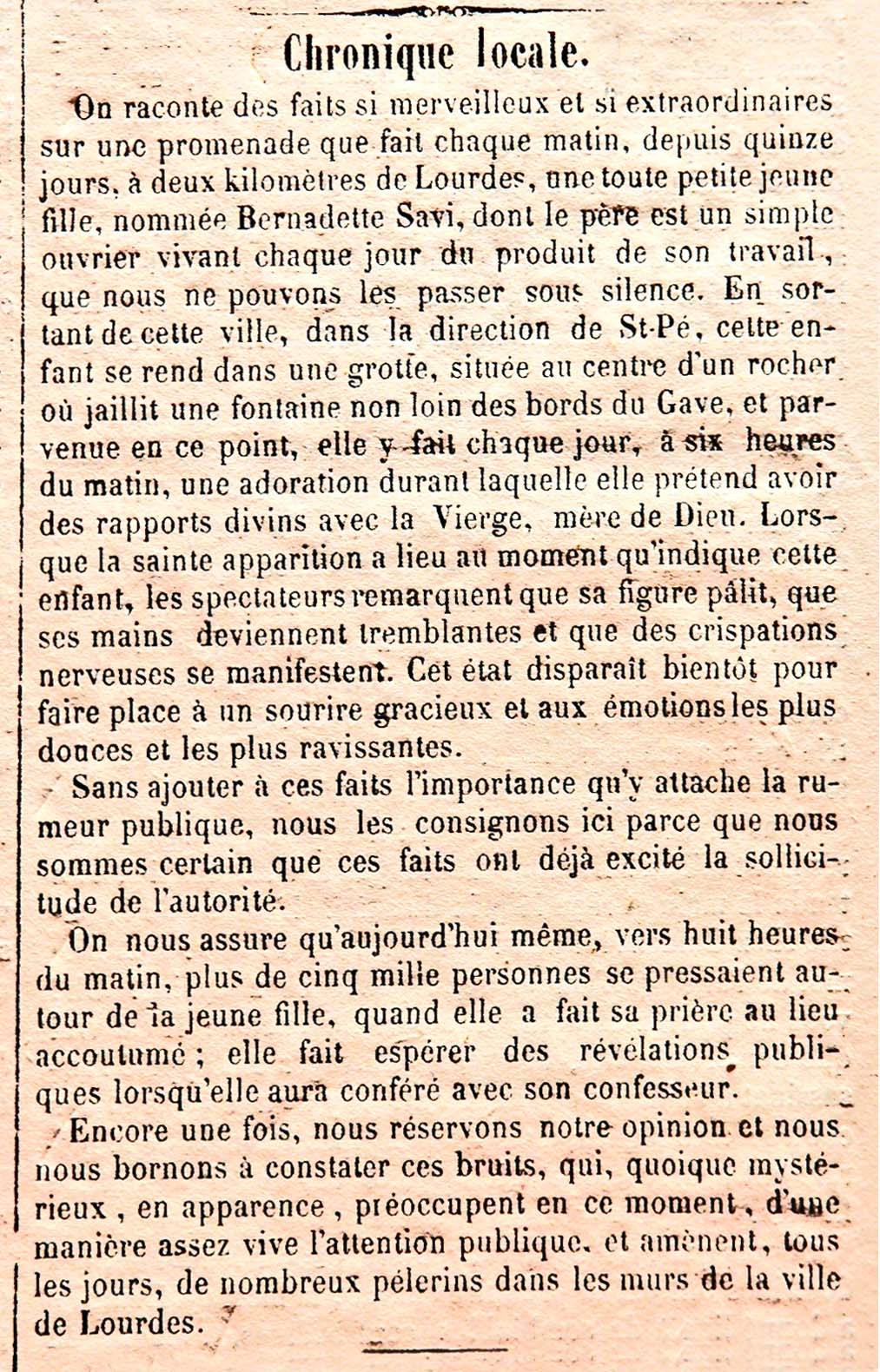
Die örtliche Chronique locale berichtete 1858 von „Bernadette Savi“: „elle prétend avoir des rapports divins avec la Vierge, mère de Dieu“, sie habe also behauptet, in göttlichen Kontakt zu Maria zu stehen. Augenzeugen hätten berichtet, sie sei erblasst, ihre Hände hätten gezittert, nervöse Krämpfe hätten sich gezeigt. Diese seien einem Lächeln gewichen. Um das Mädchen hätten sich 5000 Menschen gedrängt, als es betete. Schon jetzt kämen zahlreiche Pilger nach Lourdes.

Soubirous war während ihrer Visionen in der Grotte nie alleine. Bei der ersten Vision wurde sie von ihrer Schwester und einer Freundin begleitet. Bei der zweiten Vision vom 14. Februar 1858 waren mehrere Mädchen dabei, bei der dritten zwei Frauen aus Lourdes, danach die Mutter, die Tante und weitere „schaulustige Frauen“. Später folgten mehrere Dutzend Menschen, dann einige hundert. Bei der 15. Vision am 4. März 1858 waren etwa 7000 bis 8000 Menschen an der Grotte, flankiert von einem starken Aufgebot an Ordnungskräften. Nach der letzten Vision vom 16. Juli 1858 ging Soubirous noch mehrmals zur Grotte, hatte aber keine weiteren Erscheinungen mehr.
Die Berichte von den Erscheinungen zogen vor allem Arme an, und sie waren in die Volkskultur der Region eingebettet, wie vor allem die Aussage erhellt, Maria habe im lokalen Dialekt gesprochen. Doch schnell interessierten sich auch Angehörige der Vermögenden für die Geschehnisse, zumal sich viele Reisende in der Region aufhielten. Der Journalist Louis Veuillot schenkte den Berichten ebenso Glauben wie Madame Bruat, die Gouvernante des Kronprinzen. Auch die Zurückhaltung des Bürgermeisters Lacadé, des Gemeindepriesters Peyramale sowie des Bischofs Laurence schwand. Die Regierung ließ die geschlossene Grotte bereits im Juni wieder öffnen, folgt man Christian Sorrel, so versuchte man in Paris die lokale Machtbalance zu beeinflussen. Trotz sarkastischer Kommentare in der liberalen Presse ließ man die einberufene kirchliche Untersuchungskommission gewähren. Die Untersuchung der Ereignisse nahm mehrere Jahre in Anspruch. Am 18. Februar 1862 schrieb der zuständige Ortsbischof von Tarbes, Bertrand-Sévère Mascarou-Laurence (1790–1870), einen Hirtenbrief, der das Ergebnis – und damit die offizielle kirchliche Lesart der Ereignisse rund um Bernadette Soubirous – bekanntgab:

„Wir erklären feierlich, daß die Unbefleckt Empfangene Gottesmutter Maria wirklich Bernadette Soubirous erschienen ist, am 11. Februar 1858 und in den folgenden Tagen, im ganzen achtzehn mal in der Grotte von Massabielle, bei der Stadt Lourdes. Und wir erklären, daß die Erscheinung alle Zeichen der Wahrheit besitzt, und daß die Gläubigen berechtigt sind, fest daran zu glauben.“

Noch immer dominierten lokale Autoritäten den Prozess. So erwarb die Diözese 1861 die Grotte. 1864 wurde die Grotte durch Gitter verschließbar gemacht und eine Skulptur von Joseph Fabisch materialisierte die Visionen. Soubirous erkannte in der kleinen Frau, die sie gesehen hatte, nie die Jungfrau Maria. 1866 wurden die ersten Gottesdienste an der Grotte abgehalten.
Der Bau der Bahnstrecke Toulouse–Bayonne ermöglichte erstmals Massenpilgerzüge. Nun begann der Bau der Basilika über der Grotte. Bernadette Soubirous zog sich zurück und ging nach Nevers.

### Leben nach den Erscheinungen
Auf Vermittlung des Bischofs von Tarbes kam Bernadette ab 1860 als Hausgast in dem von den Schwestern von Nevers betriebenen Hospiz in Lourdes unter, wo sie zeitweilig im Haus mithalf und Unterricht erhielt. Dort wurde sie auch mit dem Bischof von Nevers bekannt, Théodore-Augustin Forcade, der sie später für den Eintritt in die Kongregation der Schwestern ausdrücklich empfahl und auch erreichte, dass man dort auf die eigentlich erforderliche Mitgift verzichtete. Bernadette selbst hatte zuvor, vor allem wegen deren verborgenen Lebensweise, den Eintritt bei den Karmelitinnen in Betracht gezogen, ihre schlechte Gesundheit sprach jedoch dagegen, dass sie die Ordensregel der Karmelitinnen längere Zeit hätte einhalten können.
Bernadette trat am 7. Juli 1866 als Postulantin in das Kloster Saint-Gildard der Barmherzigen Schwestern in Nevers ein, einer pflegenden und unterrichtenden Kongregation, wo sie einige Tage später, beim Empfang des Gewandes der Postulantinnen, den Ordensnamen Marie Bernarde erhielt. Bei der Übergabe des Gewandes musste Bernadette auf Verlangen ihrer Oberen dem versammelten Konvent und weiteren Schwestern der Kongregation eine kurze mündliche Zusammenfassung der Ereignisse an der Grotte geben. Bernadette war zuerst auf der Krankenstation des Klosters und in der Betreuung von Kindern tätig.

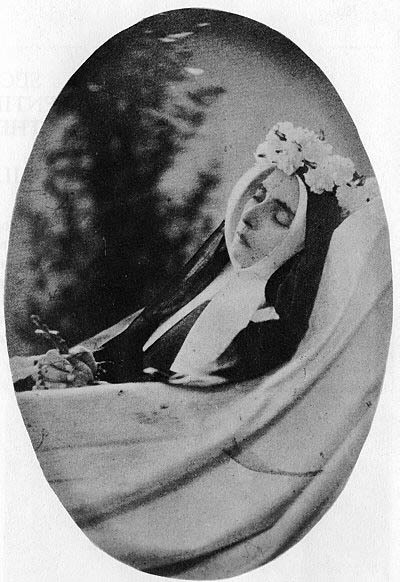
Sr. Marie Bernarde bei der Aufbahrung

Bereits im September des Jahres erkrankte sie schwer, was sich so sehr verschlimmerte, dass ihr am 25. Oktober zusammen mit dem Empfang der Sterbesakramente gestattet wurde, die Profess in articulo mortis abzulegen, sinngemäß: das Ordensgelübde im Angesicht des Todes. Sie erholte sich jedoch, und nach ihrer Gesundung und der Beendigung des Noviziats legte sie am 30. Oktober 1867 die einfache Profess in der ordentlichen Form ab. Wegen der Art und Weise der allerersten Professablegung in die Hände des Bischofs und der damit verbundenen Insignien des Schleiers und Kruzifixes der Professen bezeichneten einige Mitschwestern Bernadette gern im Scherz als „Diebin“, ihr selbst nahm der Akt jedoch die Furcht, wegen ihrer schwachen Gesundheit aus dem Noviziat entlassen zu werden.
Bei der traditionellen Aussendung nach dem Ablegen der ersten Gelübde, der ebenfalls Bischof Forcade selbst vorstand, erhielt Bernadette im Unterschied zu den mehr als vierzig anderen Neuprofessen keine Aussendung, sondern wurde stattdessen im Konvent von Saint-Gildard behalten, wo sie zeitweise der Infirmarin half, vor allem aber als Sakristanin und beim Besticken von Paramenten und Altarwäsche tätig war. Am 22. September 1878 legte Sr. Marie Bernarde die ewige Profess ab, nur wenige Monate vor ihrem Tod in Saint-Gildard, wo sie im Alter von 35 Jahren an Knochentuberkulose starb. Bernadette war nach ihrem Eintritt ins Kloster nie mehr zur Grotte von Massabielle zurückgekehrt.
Mutter Marie-Thérèse Vauzou, ihre Novizenmeisterin und spätere langjährige Superiorin, die Bernadette nicht gewogen war, lehnte die Interpretation der Erscheinungen von Soubirous als authentische übernatürliche Erfahrung ab und widersetzte sich einer einsetzenden Verehrung Bernadettes wie auch der Eröffnung eines Kanonisierungsverfahrens.

## Verehrung
Papst Pius XI. sprach Bernadette Soubirous am 14. Juni 1925 selig und am 8. Dezember 1933 (dem Hochfest der unbefleckten Empfängnis) heilig. Ihr Gedenktag ist der 16. April. Die hl. Bernadette wird gegen Krankheit und Armut angerufen und gilt als Schutzpatronin der Armen, jener Menschen, die um ihrer Frömmigkeit willen verlacht werden, der Hirten und Schäfer, und der Stadt Lourdes.
Der Zeitpunkt der Heiligsprechung war nicht zufällig gewählt. Die katholische Kirche sah sich unter dem Druck einer weltlichen, womöglich kirchenfeindlichen Republik. Damit rückte die Heilige ins Zentrum der Politik der Päpste von Pius X. bis Pius XII. Die Unbefleckte Empfängnis der Gottesmutter wurde in den Mittelpunkt gestellt, ebenso wie die Betonung des heilsamen Wunderglaubens. Erst nach 1960 verlor dieser Aspekt an Bedeutung und die ursprüngliche, eher spirituell ausgerichtete Richtung kam, so der Historiker Christian Sorrel, wieder zu ihrem Recht. Drei Jahre zuvor hatte in Lourdes ein Congrès marial national stattgefunden.

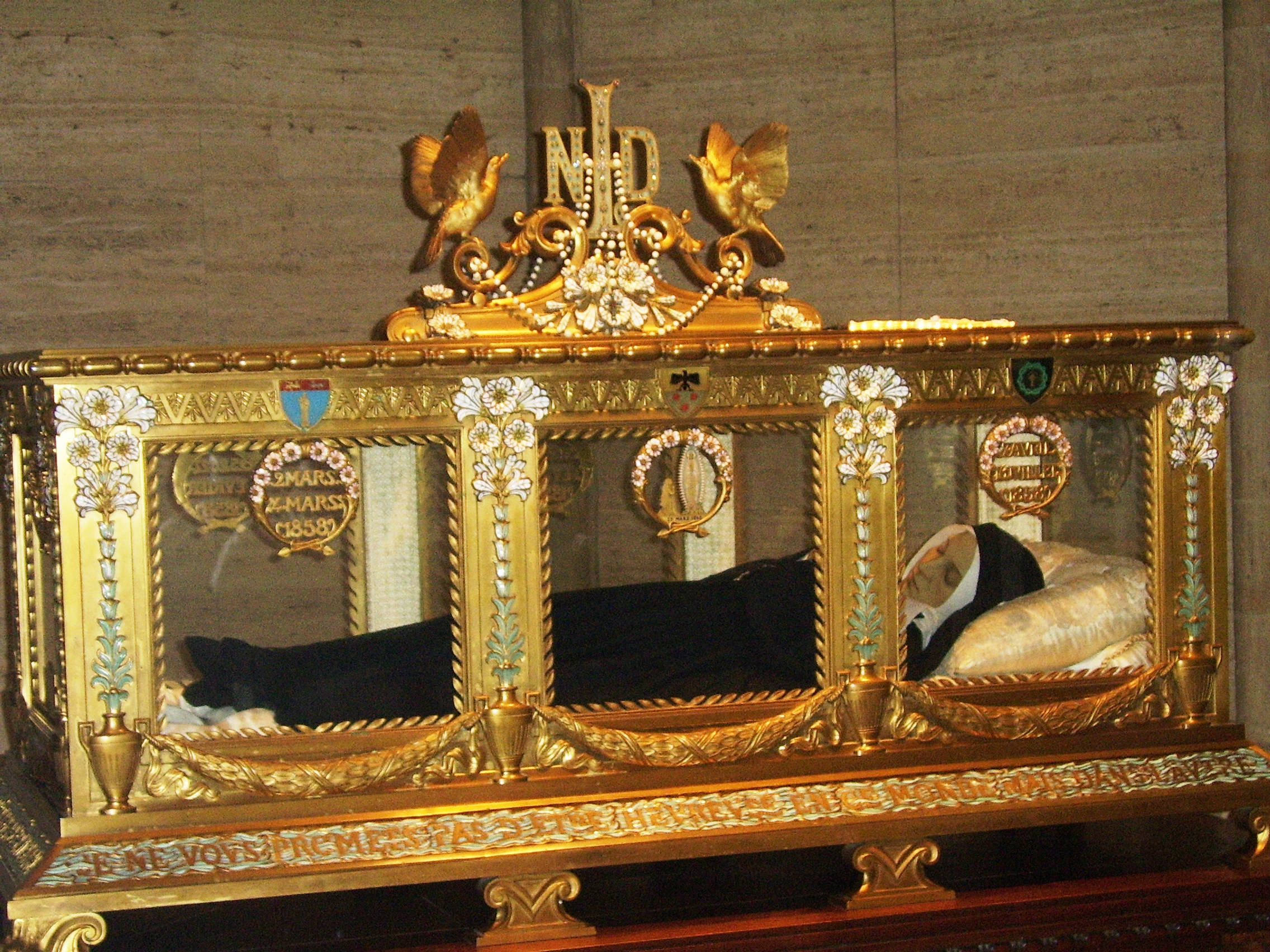
Schrein der Bernadette Soubirous in Nevers

Die sterblichen Überreste Bernadettes wurden im Rahmen des Seligsprechungsprozesses auf Veranlassung des jeweiligen Ortsbischofs von Nevers mehrfach exhumiert und in Augenschein genommen, zuerst am 22. September 1909 in Gegenwart von Zeugen, darunter Bischof Gauthey selbst mit einem weiteren Kleriker, auf Geheiß des Bischofs auch zwei Ärzte, der Bürgermeister und sein Vertreter, die Superiorin des Klosters, deren Vertreterin und mehrere Handwerker. Zu diesem Zeitpunkt wurde der Leib Sr. Marie Bernardes von den untersuchenden Ärzten Jourdan und David wie folgt beschrieben: „Die Gesichtshaut lag auf den Knochen auf, und der Körper war braunschwarz gefärbt, pergamentartig starr und klang beim Anschlag hohl wie Karton. Auf den Unterarmen konnte man noch das Muster der Adern erkennen. Hände und Füße waren wächsern.“
Der Bündner Rechtsmediziner Walter Marty erklärt die Protokolleinträge wie folgt: „Diese Beschreibung ist geradezu klassisch, vor allem der holzkartonartige Ton. Dass das Muster der Adern noch erkennbar war, erklärt sich dadurch, dass das Unterhautfett verschwunden ist. Fett ist in unseren Zellen flüssig vorhanden und läuft bei Fäulnis aus. Die braunschwarze Verfärbung findet man bei allen sogenannten Faulleichen, sie ist bedingt durch den Abbau des Hämoglobins. Mit Blei ausgekleidete Särge sind bekannt dafür, dass sie die Zersetzungserscheinungen verhindern.“

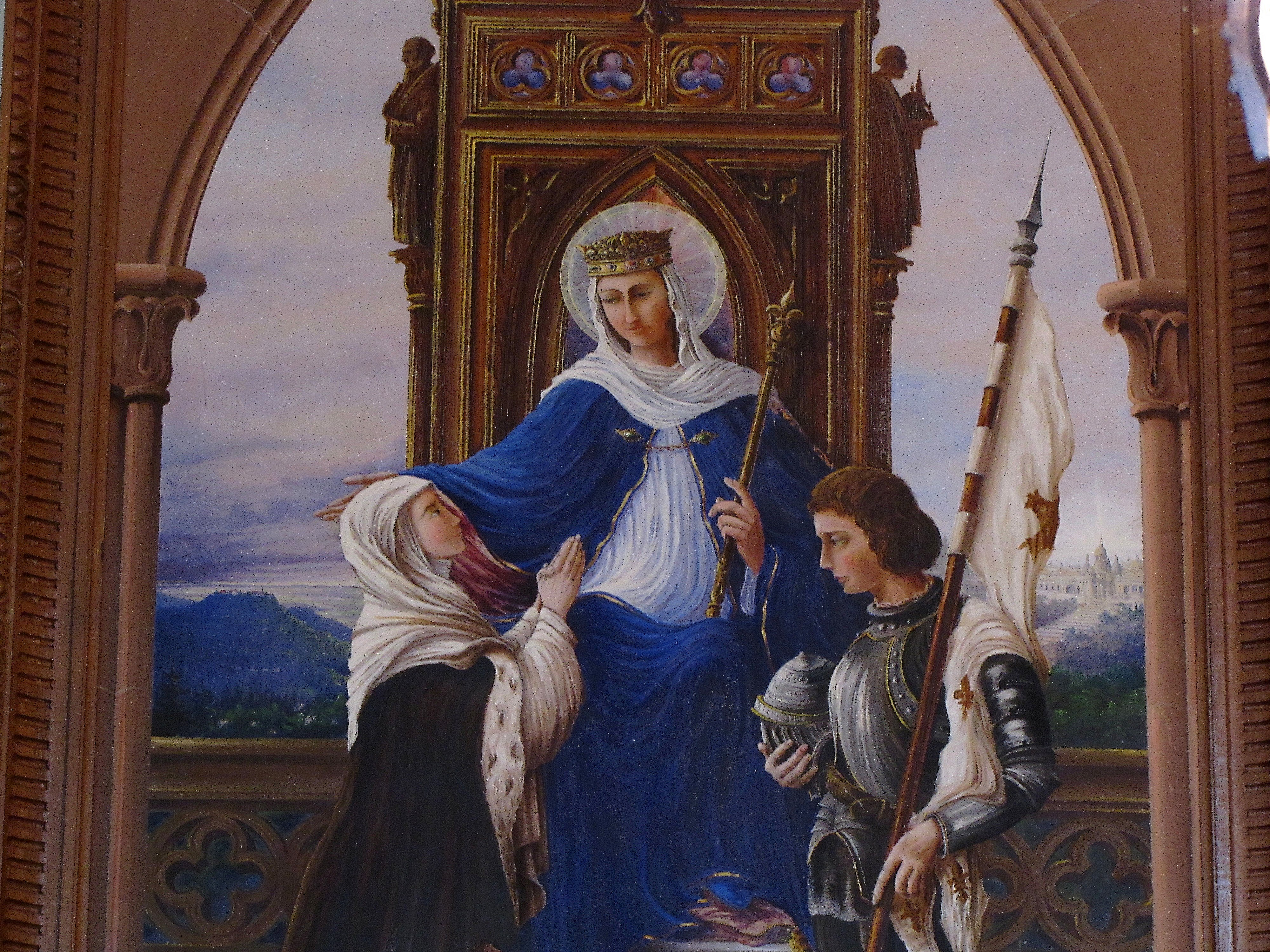
Detail eines Gemäldes von Paul Rudloff in der Kapelle Notre-Dame-du-Bon-Secours im elsässischen Reichshoffen, das Jesu segnende Mutter, Bernadette Soubirous und Johanna von Orléans darstellt

Die Reliquien der Heiligen wurden noch mehrfach exhumiert und umgebettet, ein Prozess, der von der katholischen Kirche als Erheben der Gebeine bezeichnet wird. Die Ganzkörperreliquie der hl. Bernadette zählt zu den Leibern jener Heiligen, die die orthodoxen Kirchen und die katholische Kirche als „unverweslich“ bezeichnen. Bei der Inaugenscheinnahme der sterblichen Überreste am 3. April 1919, die ebenfalls unter Hinzuziehung von zwei Ärzten und noch mehr Zeugen als beim ersten Mal durchgeführt wurde, brachten die Ärzte ihr Erstaunen über den allgemein noch guten Zustand des Leichnams zum Ausdruck. Bei der dritten Erhebung am 18. April 1925 wurden angesichts der nahenden Seligsprechung einige kleinere Reliquien entnommen, der Leichnam wurde in einen Schrein aus Bronze und Glas gelegt und am 25. August 1925 in die Kapelle des Klosters Saint-Gildard in Nevers (heute Espace Bernadette Soubirous) überführt. Man bedeckte jedoch das Gesicht und die Hände mit Wachsmasken, die nach Abgüssen und photographischen Aufnahmen gefertigt wurden. Der Schrein trägt neben den Initialen ND für „Notre Dame“ (Unsere Liebe Frau) die Inschrift « Je ne vous promets pas de vous rendre heureuse en ce monde, mais dans l’autre » („Ich verspreche Ihnen nicht, Sie in dieser Welt glücklich zu machen, aber in der anderen“).
Papst Johannes Paul II. besuchte am 14. und 15. August 2004 als Pilger Lourdes. Er tat dies anlässlich des 150. Jahrestages der Proklamation der unbefleckten Empfängnis als kirchliches Dogma. 2008 bot der 150. Jahrestag der Erscheinungen Anlass, weitere Feierlichkeiten abzuhalten.
Im Herbst 2018 kam ein Reliquienschrein der Heiligen aus Lourdes nach Deutschland, wo er am 7. September im Wallfahrtsort Kevelaer eintraf und dann an mehreren Orten in Deutschland für einige Tage verehrt werden konnte, so im Oktober 2018 in Berlin, danach in München, Speyer und Trier.

## Historische Einordnung und wissenschaftliche Interpretation
Soubirous gehört zu einer langen Reihe von Menschen, die Erscheinungen erlebten oder von denen dies behauptet wurde. Vielfach handelte es sich um Erscheinungen der Jungfrau Maria. Dies gilt insbesondere für die Zeit seit dem 19. Jahrhundert, als im gesamten katholischen Bereich derlei Erscheinungen vermeldet wurden. Über deren Verortung in den Prozess umfassender gesellschaftlicher Veränderungen in der Epoche des Nationalismus, aber auch des Kampfes zwischen zunehmend laizistischem Staat, vor allem in Frankreich, und der katholischen Kirche, ist viel geforscht worden. Dies gilt allerdings nur für Europa und Amerika. Erscheinungen der Gottesmutter waren in Lourdes und der Umgebung häufig. Bernadette Soubirous kannte die Erzählungen und besuchte Bétharram, wo nach örtlicher Überlieferung eine Marienstatue verehrt wurde, die auf göttliche Weisung hin von Hirten aufgefunden wurde. Noch während der Erscheinungen von Bernadette Soubirous berichteten zahlreiche weitere Kinder aus Lourdes, dass sie ähnliche Marienerscheinungen hatten. Peyramale schloss zunächst nicht aus, dass auch diese Berichte auf göttliches Einwirken zurückgingen.
Neben technischen Mitteln, wie Presse und Telegraph, Eisenbahn, Radio und später Fernsehen, nutzte die katholische Kirche früh Fotografie, Souvenirs und Touristenpfade, um ihre marianischen Ideen auszubreiten, vor allem aber waren es Pilgerstätten und Heiligsprechungen – letztere stehen in engstem Zusammenhang. Diese Massenveranstaltungen – die zweite Hälfte des 19. Jahrhunderts war eine erste, von Massenkultur geprägte historische Epoche – konnten als Argument dienen, den behaupteten Niedergang religiöser Haltungen zu widerlegen. Dies konnte aber nur in einer Zeit zum Argument werden, in der die Gesellschaft vor allem aus Massen bestand, daher waren Zahlen von größter Wichtigkeit, die Menschenmassen eine adäquate Bedeutung verliehen. Mit der romantischen Idee, diese repräsentierten das eigentliche „Volk“, konnte man religiöse Empfindungen gegen das rationale Denken der Eliten mobilisieren.
Dabei sah sich die Weltkirche auf gleicher Höhe wie die Staatswesen, und sie wurde selbst zu einer globalen, als ideal propagierten Gesellschaft. Entgegen der öffentlichen Wahrnehmung als „fortschrittsfeindlich“ trug die Kirche, ob sie wollte oder nicht, gleichfalls zur Modernisierung bei. Die Verehrung Marias als schützende Frau bot zugleich einen Mantel gegen die als kalt und utilitaristisch empfundene Welt. Daher sprach der Marienkult viele Marginalisierte an. In Verbindung mit einem Kult um die Papstworte, den stark anwachsenden Missionsbemühungen, versprach sich Rom von neuen Heiligen eine verstärkte Wirkung. So galt manchen Kirchenhistorikern das 19. Jahrhundert geradezu als „das Jahrhundert der Unbefleckten Empfängnis“.
Daher fielen die Ereignisse von 1858 auf ungemein fruchtbaren Boden, und sie veränderten wiederum radikal die Formen marianischer Verehrung, deren erster Höhepunkt bereits 1796 im italienischen Ancona zu konstatieren war. 1814 unterstützte zum ersten Mal ein Papst eine solche Bewegung, diesmal in Savona. Bilder Mariens wurden in enormen Mengen gedruckt, vor allem in Frankreich, wo allein zwischen 1830 und 1840 etwa 100 Millionen Bilder der Notre Dame de la Médaille Miraculeuse zirkulierten. Damit waren die Voraussetzungen gegeben, um Soubirous' Erscheinungen als Marienerscheinungen zu deuten und zugleich als Bestätigung des Dogmas von 1854. Der Rückgriff auf das Mittelalter in seinen Bauformen, etwa der Neogotik, und die mittelalterlich anmutenden Statuen Mariens, die in zahlreichen Stätten aufgestellt wurden, diente dem Rückgriff auf eine vorrevolutionäre, als Ideal wahrgenommene Gesellschaft. So wurden Pilgerfahrten zu solcherlei Demonstrationen, obwohl der Einsatz von Eisenbahnen, die neue Massenkommunikation und neue Mittel und Wege, solche Großveranstaltungen zu organisieren, Hervorbringungen der modernen Gesellschaft ihrer Zeit waren.
Marianische Kongresse führten ebenfalls zu überaus intensiven Debatten, wie die 1853 einsetzenden Krönungen Marias, zunächst als Dank an den französischen König für die Niederschlagung der Revolution in Rom 1849. Erst mit der erstmaligen Krönung in Lourdes 1876 wurde auch dieses Zeremoniell zu einer Massenveranstaltung. Soubirous war auch deshalb ideal, weil sie als unschuldiges Mädchen vom Lande, weitab von der Dekadenz der Stadt, zum Symbol des Kampfes gegen die Sünde werden konnte, aber auch gegen Krankheiten. Zugleich konnte sie der Entwicklung zu einer Verweiblichung beider Konfessionen Rechnung tragen, der die Verehrung Gottes und seines Sohnes nicht mehr genügte.
Folgt man dem 2016 erschienenen Beitrag von Christian Sorrel, so sind die Tatsachen sorgfältig von René Laurentin rekonstruiert und von Ruth Harris „from an anthropological perspective“ neu interpretiert worden. Diese beiden Arbeiten sind demnach zentral für die Rezeptionsgeschichte.
Henri Lasserre, ein ultramontaner Journalist, publizierte 1869 einen epischen Bericht von der Religion der Armen unter dem Titel Notre-Dame de Lourdes. Damit wurde ein erster Deutungsstreit angestoßen. Sein Gegner war dabei der Jesuit Léonard Cros, der Unterstützung durch Monsignore Laurence fand, aber auch durch die lokalen Missionare von Notre-Dame de Garaison. Die Publikation wurde jedoch durch Papst Pius XI. gutgeheißen. Dabei spielte die Niederlage Frankreichs gegen Preußen von 1870/71, das Ende des Kirchenstaates und das Ende des kaiserlichen Regimes sowie die Pariser Kommune eine wesentliche Rolle. Politisch marginalisiert versuchte die Kirche nun ihrerseits durch Massendemonstrationen zu zeigen, dass „Glaube und Hoffnung“ Bestand hatten. Damit erhielt Lourdes eine zentrale Rolle, denn dort fand die erste dieser Großveranstaltungen statt, zu der sich 60.000 Pilger einfanden. Die Embleme der verlorenen Provinzen Elsaß und Lothringen wurden in der 1871 fertiggestellten Basilika niedergelegt, dazu französische Flaggen. Es sollte suggeriert werden, dass das revolutionäre Frankreich eine Hoffnung habe, wenn es sich wieder Gott zuwende. Dem diente auch die Konzentration auf die Kranken, für die bald Sonderzüge eingerichtet wurden. 1880 wurden bereits fast tausend Kranke per Bahn herbeigebracht. Die Quelle, der Soubirous nie heilende Kraft zugeordnet hatte, gelangte nun ins Zentrum der Heilungshoffnung. Dazu waren Häuser für die Kranken, Zugangsrituale und Betreuer vonnöten, dazu eine neue Prozession, die 1888 neben die von 1872 trat. Anlass für noch größeren Pilgerzustrom boten immer neue Rituale, wie die Krönung der Statue der Jungfrau (1876), der 25. und der 50. Jahrestag ihrer Erscheinung, ja, der 25. Jahrestag der Nationalen Pilgerfahrt im Jahr 1897.
Je mehr Kranke nach Lourdes pilgerten, desto mehr trat die Frage der Wunderheilungen in den Mittelpunkt. Viele Italiener pilgerten nach Lourdes, und Pater Gemelli, ein zum Katholizismus konvertierter Arzt und Franziskaner, verteidigte ab 1908 das Konzept des Wunders gegen seine früheren Mitangehörigen der Associazione sanitaria milanese. Er wurde daraufhin 1911 von diesem Mailänder Verband ausgeschlossen. Die zahlreichen Berichte von Wunderheilungen veranlassten den Papst in Anwesenheit von 400 katholischen Ärzten schon 1904, genauere Prüfungen von den französischen Bischöfen zu fordern. In deren Verlauf wurden 33 Wunderheilungen in den Jahren von 1908 bis 1913 anerkannt, was so viel hieß, wie spontane Heilungen von Krankheiten, die bisher durch die Medizin unheilbar waren. Doch langsam verringerte sich die Zahl dieser anerkannten Heilungen von 22 zwischen 1946 und 1969 auf nur mehr sieben zwischen 1970 und 2013. Die Zahl der Pilger wuchs nach den Weltkriegen stark an. So besuchten 1989 etwa 5 Millionen Pilger Lourdes, nach 2000 waren es meist etwa 6 Millionen pro Jahr. Dabei trat nach 1960 die Suche nach der ursprünglichen spirituellen Botschaft wieder in den Vordergrund, die Deutungen der sich in der Defensive gegenüber einer sich schnell verändernden Gesellschaft sehenden Kirche trat hingegen zurück. Damit trat zugleich die Biographie Soubirous’ wieder in den Vordergrund, ebenso wie die Deutung ihrer Erscheinungen mit den fortentwickelten Mitteln nichthistorischer Wissenschaften.
Dementsprechend widmet sich Patrick Dondelinger weniger einer historischen Einordnung, als vielmehr dem Versuch, mit heutigen Begrifflichkeiten den hinter den Erscheinungen stehenden psychischen Prozessen näher zu kommen. Für ihn haben Soubirous’ Visionen einerseits der psychologisch nachvollziehbaren inneren Konfliktbewältigung gedient, andererseits eine gruppendynamische Funktion erfüllt: „So sind denn Bernadettes Halluzinationen in ihrer ganzen gruppendynamischen Ritualisierung viel weniger Symptom denn Therapie, in der das Mädchen nicht nur für sich selbst Heilung im Sinn einer besseren, lebensfähigeren und anhaltenden Anpassung an die Wirklichkeit erleben kann – […] sondern auch Drittpersonen für einen Umwandlungsprozeß motivieren kann, dessen spektakulärste Verkörperung die so genannten Wunderheilungen sind, welche noch während der Erscheinungszeit – jedoch schon losgekoppelt von der Anwesenheit Bernadettes – an der Grotte stattfinden.“

## Literarisch-künstlerische Rezeption
Ende des 19. Jahrhunderts standen sich die Deutungen diametral gegenüber, zumal sich nun auch die junge Psychologie, wenn auch nicht als Wissenschaft, sondern vermittelt über literarische Werke, dem Fall der jungen Visionärin widmete. Dabei hatte das literarische Schaffen erheblichen Einfluss auf die Rezeption in der Öffentlichkeit, schließlich auch in der Historiographie.
Émile Zola vertrat 1894 in seinem Buch Lourdes (einem Teil des Romanzyklus Trois Villes) die These, Bernadette Soubirous seien die Visionen durch Abbé Ader suggeriert worden: „Wo also war die treibende Kraft, die eingelernte Lektion? Es lag nichts anderes vor als die in Bartrès verlebte Kindheit, der erste Unterricht durch den Abbé Ader, vielleicht Gespräche, religiöse Zeremonien zur Ehre des neuen Dogmas oder eine Medaille, wie man sie in Unmengen verbreitet hatte.“ Abbé Ader, der Pfarrverweser von Bartrès gewesen war, ging nach Neujahr 1858, dem Jahr der Erscheinungen, zu den Benediktinern von La Pierre-qui-Vire. An den Katechismusstunden in Bartrès hatte Bernadette wegen ihrer Pflichten als Hirtin nicht teilnehmen dürfen. Dondelinger geht davon aus, dass der Katechet Ader „einen großen Eindruck auf Bernadette ausgeübt haben muss“. Unter Beachtung der Details der verschiedenen Visionen schließt Dondelinger: „Indem, sie [Bernadette Soubirous] das reflexartig angesetzte Kreuzzeichen zur Verscheuchung ihrer Vision nicht ausführt, sondern das erbauliche Kreuzzeichen der ihr visionär Vorgesetzten nachahmt, zeigt sich Bernadette jedenfalls selbst im veränderten Bewusstseinszustand als eifrige Schülerin des Abbé Ader.“
Ähnlich wie Zola argumentierte Kurt Tucholsky. Er widmete in seinem Reisebild Ein Pyrenäenbuch ein Kapitel dem Wallfahrtsort Lourdes, den er 1925 auf seiner Pyrenäenreise besucht hatte, und ging in dem Unterkapitel Siebenundsechzig Jahre auch auf Bernadette Soubirous ein: „Bei alledem hat man sich die kleine Bernadette als ein bescheidenes, artiges, schwächliches Kind zu denken, das kein Wesens aus der Sache machte. Sie hatte einen schweren Stand: der Geistliche wollte nicht heran, die Polizei drohte sie einzusperren, wenn dieser Unfug nicht aufhöre, und das Dorf verlangte seine Wunder.“ Er sah die Erscheinungen und deren Aufnahme in ihrer sozialen Umgebung skeptisch: „[…] nach jeder Halluzination wurde das Publikum größer, der Glaube stärker, die Legendenbildung wilder.“ Das Argument, Soubirous habe das Dogma der unbefleckten Empfängnis noch nicht kennen können, ließ er nicht gelten: „Man wird nun verstehen, warum die Bernadette-Traktätchen so ängstlich darüber schweigen, dass das Dogma schon drei Jahre, ex cathedra verkündet, vorgelegen hat. Es war also nicht nur möglich, sondern höchst wahrscheinlich, dass das Kind diesen Ausdruck von den Priestern aufgeschnappt hatte, ohne zu begreifen. Und man weiß, wie Latein auf die wirkt, die es nicht verstehen.“
Franz Werfel schrieb 1941 den Roman Das Lied von Bernadette, der zugleich ein anschauliches Bild der Entwicklung von Lourdes zu einem Wallfahrtsort gibt. Er war aus dem nationalsozialistischen Deutschland nach Lourdes geflüchtet und hatte dort ein Gelübde abgelegt, dass er die Geschichte Bernadettes niederschreiben werde, falls er die Verfolgung durch die Nationalsozialisten überleben sollte. Im Vorwort schrieb er, er habe es „gewagt, das Lied von Bernadette zu singen, obwohl ich kein Katholik bin, sondern Jude. Den Mut zu diesem Unternehmen gab mir ein weit älteres und viel unbewußteres Gelübde. Schon in den Tagen, da ich meine ersten Verse schrieb, hatte ich mir zugeschworen, immer und überall durch meine Schriften zu verherrlichen das göttliche Geheimnis und die menschliche Heiligkeit – des Zeitalters ungeachtet, das sich mit Spott, Ingrimm und Gleichgültigkeit abkehrt von diesen letzten Werten unseres Lebens“.
Der Bayerische Rundfunk produzierte 1959 nach Werfels Romanvorlage Das Lied von Bernadette ein Hörspiel. Zwei weitere Funkfassungen wurden 1948 und 1954 jeweils als Zweiteiler produziert. Das Leben Bernadettes wie auch Werfels Das Lied von Bernadette wurden zudem mehrfach verfilmt. Die gleichnamige Verfilmung von 1943 des Regisseurs Henry King mit Jennifer Jones als Bernadette wurde mit mehreren Oscars ausgezeichnet. Darin wird erzählt, wie ihre Geschwister die schwache Bernadette an einem Fluss zurückließen, damit sie sich bei der Überquerung nicht auch noch erkältet. In einer Grotte erscheint ihr eine weibliche Heiligenerscheinung, die sie auffordert, mit ihr den Rosenkranz zu beten. Später stellt sie ihr die Aufgabe, nach einer Quelle zu suchen, deren Wasser heilsame Wirkung zu haben scheint. Nun fürchten die Dorfbewohner um den Ruf ihres Ortes. Auch die Vertreter der Kirche halten sich anfangs bedeckt, Bernadette wird verhört. Sie soll ihre Aussagen zurücknehmen, doch bleibt sie bei ihrer Aussage, die sie beständig wiederholt. Als aus Lourdes ein gewaltiger Wallfahrtsort wird, geht Bernadette in ein Kloster. Dort wird sie von ihrer Novizenlehrerin gedemütigt und stirbt jung an Knochentuberkulose.
Weitere Verfilmungen sind u. a. der spanische Film Aquella joven de blanco von León Klimovsky aus dem Jahr 1965, die beiden französischen Filme Bernadette – Das Wunder von Lourdes (1988) mit Sydney Penny in der Hauptrolle, und La Passion de Bernadette (1989) von Jean Delannoy mit derselben Titelheldin, sowie der Zweiteiler Bernadette von Lourdes (2000) von Lodovico Gasparini. Bernadette wird hier von Angéle Osinsky verkörpert. 2011 entstand Je m’appelle Bernadette mit Katia Cuq in der Titelrolle. Im Mittelpunkt steht zum einen die Persönlichkeit des Mädchens, das sich gegen seine misstrauische und neidische Umgebung trotz ihrer Schwäche, Unerfahrenheit und Jugend durchsetzen muss, andererseits ihr nicht theologisch, sondern intuitiv untermauerter Glaube. Dieses Erleben wird schließlich mit der spirituellen Suche gegenwärtiger Individuen und dem Glauben an Heilungswunder in Verbindung gebracht.

### Fachliteratur
- Friedrich Wilhelm Bautz: Bernadette Soubirous. In: Biographisch-Bibliographisches Kirchenlexikon (BBKL). Band 1, Bautz, Hamm 1975. 2., unveränderte Auflage. Hamm 1990, ISBN 3-88309-013-1, Sp. 525–526 (Artikel/Artikelanfang im Internet-Archive).
- Hubertus R. Drobner: Bernadette Soubirous. In: Biographisch-Bibliographisches Kirchenlexikon (BBKL). Band 10, Bautz, Herzberg 1995, ISBN 3-88309-062-X, Sp. 839–843 (Artikel/Artikelanfang im Internet-Archive).
- Roberto Di Stefano, Francisco Javier Ramón Solans (Hrsg.): Marian Devotions, Political Mobilization, and Nationalism in Europe and America, Palgrave Macmillan, 2016.
- Patrick Dondelinger: Die Visionen der Bernadette Soubirous und der Beginn der Wunderheilungen in Lourdes. Pustet, Regensburg 2003, ISBN 3-7917-1852-5.
- Patrick Dondelinger: Bernadette Soubirous. Visionen und Wunder. Verl.-Gemeinschaft Topos plus, Kevelaer 2007, ISBN 978-3-8367-0650-6.
- Ruth Harris: Lourdes. Body And Spirit in the Secular Age, Penguin, London 1999.
- Irmgard Jehle: Bernadette und das Wunder von Lourdes, Herder, Freiburg 2007.
- René Laurentin: Lourdes. Histoire authentique des apparitions, 6 Bände, Paris 1961–1964, Bd. 1, Paris 1961.
- Patricia A. McEachern: A Holy Life. The Writings of St. Bernadette, PhD, 2005, Ignatius Press, San Francisco 2010.

### Ältere Werke
- Jean B. Estrade: Bernadette, die Begnadete von Lourdes. Johannes, Leutesdorf am Rhein 2000, 14. Auflage, ISBN 3-7794-1191-1 (In älterer Auflage: Bernadette, die Begnadete von Lourdes, wie ich sie erlebt habe). Französisches Original: J.-B. Estrade: Les apparitions de Lourdes. Souvenirs intimes d’un témoin (deutsch etwa: Die Erscheinungen von Lourdes: Intime Erinnerungen eines Zeugen.) A. Mame et fils, Tours 1899. Online auf Gallica
- Andre Ravier, Helmuth Nils Loose: Bernadette Soubirous. Eine Heilige Frankreichs, Europas und der Welt, Herder, Freiburg 1979, ISBN 3-451-18309-9.

### Literarische Rezeptionen
- Peter Panter (d. i. Kurt Tucholsky): Ein Pyrenäenbuch. Die Schmiede, Berlin 1927.
- Franz Werfel: Das Lied von Bernadette, Fischer, Frankfurt 1994 (erstmals 1941 erschienen).
- Émile Zola: Lourdes. Edition Holzinger. Berliner Ausgabe, 2017, CreateSpace Independent Publishing Platform, ISBN 978-1-5453-5797-2.